# 康王 (馬韓)
韓卓（？—？），是三韓之馬韓的君主，第二代王。在位於前193年至前189年，諡號康王（韓語：강왕），名韓卓（韓語：한탁）。